# پل انکویست
پل انکویست (انگلیسی: Paul Enquist؛ زادهٔ ۱۳ دسامبر ۱۹۵۵) قایقران روئینگ اهل ایالات متحده آمریکا است.
وی در مسابقات کشوری و بین‌المللی در مجموع برندهٔ ۱ مدال طلا شده‌است.